# Guerlain
Guerlain – francuskie przedsiębiorstwo kosmetyczne, założone w 1828 roku w Paryżu.

## Historia
Nazwa przedsiębiorstwa wywodzi się od nazwiska założyciela Pierre-François Pascal Guerlain, który dał mu początek w 1828 roku. Przedsiębiorstwo mieściło się w Paryżu przy ulicy Rivoli nr 42. Guerlain wytwarzał perfumy z pomocą dwojga synów Aimé i Gabriela. Dzięki renomie i znajomościom w wyższych sferach w roku 1840 otworzył sklep przy ulicy Rue de la Paix nr 15.
Pierwszym sławnym zapachem, który powstał w przedsiębiorstwie Guerlain był Eau de Cologne Impérial (1853).
W roku 1850 wprowadził do produkcji perfum składniki syntetyczne. Guerlain zdobywał coraz większy rozgłos wśród osób majętnych, arystokracji i w kręgach dworów królewskich i cesarskich w Europie.
Po śmierci Pierre-François w 1864 roku przedsiębiorstwo przejęli Aimé i Gabriel. Kierowaniem przedsiębiorstwem zajął się Gabriel, natomiast Aimé stał się głównym perfumiarzem przedsiębiorstwa. Był on twórcą takich kompozycji Fleur d'Italie (1884), Rococo (1887) i Eau de cologne du coq (1894), jednak za jego największe dokonanie uważa się perfumy Jicky z 1889 roku. W nich po raz pierwszy w historii zastosowano składniki syntetyczne. Ten nowatorski zapach nie od razu zyskał przychylność klientów, lecz po kilku dekadach zaczęła się światowa kariera tych perfum, która trwa do dziś. Nazwa perfum pochodzi od imienia dziewczyny w której zakochał się Aimé Guerlain podczas pobytu w Anglii.
Przedsiębiorstwo przeszło we władanie synów Gabriela Guerlain: Jacques'a i Pierre'a. Jacques został trzecim z kolei głównym perfumerem Guerlaina i został twórcą wielu klasycznych perfum tej marki, które są cenione do dziś. Większość z nich jest produkowana i sprzedawana obecnie, do najpopularniejszych należą: Eau du Coq (1894), Après L'Ondée (1906), L'Heure Bleue (1912), Mitsouko (1919) oraz specjalność Guerlaina Shalimar (1925).
Jacques Guerlain stworzył Vol de Nuit (1933) jako hołd Antoine de Saint-Exupéry i lotnictwu francuskiemu. Ode (1955), kwiatowe perfumy były ostatnim dziełem Jacques'a Guerlaina, przy tej kompozycji pomagał mu jego wnuczek wtedy 18-letni Jean-Paul Guerlain. Stał się on kolejnym głównym perfumerem przedsiębiorstwa Guerlain. Nie mniej utalentowany jak jego poprzednicy, stworzył kolejne kompozycje, które ugruntowały pozycję firmy wśród najlepszych światowych producentów perfum: Vétiver (1959), Habit Rouge (1965), Nahéma (1979), Jardins de Bagatelle (1983), Samsara 1989), Héritage i Coriolan.
W 1994 roku Guerlain został wykupiony przez francuski koncern LVMH i w skład zespołu weszli perfumiarze spoza rodziny.
| Rok  | Imię i nazwisko   | Rodzaj produktów              |
| ---- | ----------------- | ----------------------------- |
| 2008 | Natalia Vodianova |                               |
| 2011 | Michelle Yeoh     |                               |
| 2019 | Sonia Rolland     | produkty do makijażu, perfumy |
| 2023 | Antonela Roccuzzo | pielęgnacja włosów            |